# 农业气象
《农业气象》，原名《沃野天机》，是由中国气象局及中央气象台制作，中国中央电视台首播的一档天气服务节目，主要提供全国各地当前及未来天气状况，指导农民从事农事活动，2006年3月开始筹备，2006年6月26日在中国中央电视台第七套节目正式播出，每期时长为5分钟，2011年1月3日改为现名，并增至每天三档首播。2017年12月22日全新改版，节目于原军事·农业频道停播前的播出时间为每天6:00、15:13、21:12。
2019年8月5日，《农业气象》再次升级改版，并于试验播出的农业农村频道试播，新版节目同时与农业农村部联合举办中国重要农业文化遗产展播活动，城市预报站点主要选取产区中小城市，每期时长缩减至3分钟，试播初期仅开设早间档，后增加午间档。2019年9月23日，农业农村频道正式开播，节目首播档次固定为每天五档，现任主播有张建华、管文君和王惠风。